# Katharina Naleschinski
Katharina Naleschinski (* 25. Februar 1996 in Lübeck) ist eine deutsche Handballspielerin, die im Laufe ihrer Karriere für die SG Handball Rosengarten in der Bundesliga auflief.

## Karriere
Naleschinski begann das Handballspielen beim SC Buntekuh. Während ihrer Zeit als Jugendspielerin schloss sie sich dem VfL Bad Schwartau an. Zusätzlich sammelte sie mit einem Zweitspielrecht beim TSV Travemünde Spielpraxis im Erwachsenenbereich. Mit Travemünde lief die Außenspielerin in den Spielzeiten 2012/13 und 2014/15 in der 2. Handball-Bundesliga sowie in der Spielzeit 2013/14 in der 3. Liga auf. Im Sommer 2015 wechselte sie zur SG Handball Rosengarten. Für Rosengarten ging sie in der Bundesliga sowie im DHB-Pokal auf Torejagd. 2016 schloss sie sich dem Oberligisten SG Todesfelde/Leezen an. Ein Spielzeit später wechselte Naleschinski zum Ligakonkurrenten AMTV Hamburg, für den sie bis zum Sommer 2019 auflief. Im August 2019 schloss sich Naleschinski dem SH-Ligisten SV Sülfeld an. Im Sommer 2021 kehrte sie zur SG Todesfelde/Leezen zurück. Im Jahr 2022 gewann sie mit der SG Todesfelde/Leezen die Oberligameisterschaft und stieg in die 3. Liga auf. Nach der Saison 2023/24 schloss sie sich dem Regionalligisten ATSV Stockelsdorf an.